# Poienile Izei
Poienile Izei (Sajómező en hongrois) est une commune roumaine du județ de Maramureș, dans la région historique de Transylvanie et dans la région de développement du Nord-Ouest.

## Géographie
La commune, constituée du seul village de Poienile Izei, est située dans le centre du județ, au cœur des Monts Lăpuș (Munții Lăpușului) et du pays du Maramureș (Țara Maramureșului), à 50 km au sud-ouest de Sighetu Marmației, la capitale historique de la Marmatie et à 100 km de Baia Mare, la préfecture du județ.

## Histoire
La première mention écrite date de 1430 où elle est citée en tant que possession du voïvode Ioan. Le village apparaît sous les noms de Poienile lui Ilies, Poienile Sieului, Poienile Glodului.

## Démographie
En 1910, le village comptait 958 Roumains (83,7 % de la population) et 185 Allemands (16,2 %).
En 1930, les autorités recensaient 943 Roumains (86,4 %) ainsi qu'une communauté juive de 148 personnes (13,6 %) qui fut exterminée par les Nazis durant la Seconde Guerre mondiale.
En 2002, le village comptait 1 027 Roumains (99,9 %).
| 1880 | 1900 | 1910  | 1930  | 1956  | 1977  | 1992  | 2002  | 2007  |
| ---- | ---- | ----- | ----- | ----- | ----- | ----- | ----- | ----- |
| 925  | 942  | 1 144 | 1 091 | 1 171 | 1 286 | 1 161 | 1 028 | 1 001 |

## Lieux et monuments
- Église en bois dédiée à La Pieuse Paracève (Sfantul Paraschiva) inscrite avec sept autres églises du județ sur la liste du Patrimoine mondial par l'UNESCO en 1999[4].

L'église date de 1604, ce qui en fait une des plus anciennes églises de l'ensemble classé. De dimensions modestes et agrandie au XVIIIe siècle, elle permet de suivre l'évolution du style de construction de ces églises. Ses formes claires, sa silhouette élancée entourée de végétation en font un lieu plein de charme. Elle a été entièrement décorée de fresques en 1794.